# Air Holland
Air Holland — бывшая авиакомпания Нидерландов со штаб-квартирой в городе Харлеммермере, работавшая в сфере регулярных и чартерных коммерческих авиаперевозок с 1984 по 2004 годы, а также предоставлявшая услуги «мокрого» лизинга (аренда самолётов вместе с экипажами) другим авиакомпаниям.

## История
Авиакомпания Air Holland была основана в 1984 году частным инвестором Джоном Блоком.
В 1990-х перевозчика безуспешно пыталась выкупить другая нидерландская авиакомпания Transavia.
К концу 1990 года чистый убыток Air Holland составил около 30 миллионов нидерландских гульденов, поэтому в следующем году в связи возникшими финансовыми проблемами авиакомпания была вынуждена приостановить операционную деятельность. В декабре 1991 года Air Holland возобновила авиаперевозки, во главе компании к тому времени встал другой менеджер — А. Р. Маркс.
25 марта 2004 года авиакомпания окончательно прекратила всю деятельность в связи с текущими убытками и образовавшейся задолженностью по кредитам. Air Holland была приобретена группой Exel Aviation Group и её флот перешёл в авиакомпанию HollandExel.

## Воздушный флот
Авиакомпания Air Holland эксплуатировала следующие воздушные суда:
- Boeing 727—200 — 3 ед., регистрационные номера PH-AHB, PH-AHD и PH-AHZ
- Boeing 737—300 — 3 ед., регистрационные PH-OZA, PH-OZB и PH-OZC
- Boeing 757—200 — 10 ед., регистрационные PH-AHE, PH-AHF, PH-AHI, PH-AHK, PH-AHL, PH-AHN, PH-AHO, PH-AHP, PH-AHS и PH-AHT
- Boeing 767-200ER — 2 ед., регистрационные G-BRIF и PH-AHM (второй самолёт находился в «мокром» лизинге в авиакомпании Air Aruba)
- Boeing 767-300ER — 4 ед., регистрационные PH-AHR, PH-AHQ, PH-AHX и PH-AHY

## Имена самолётов

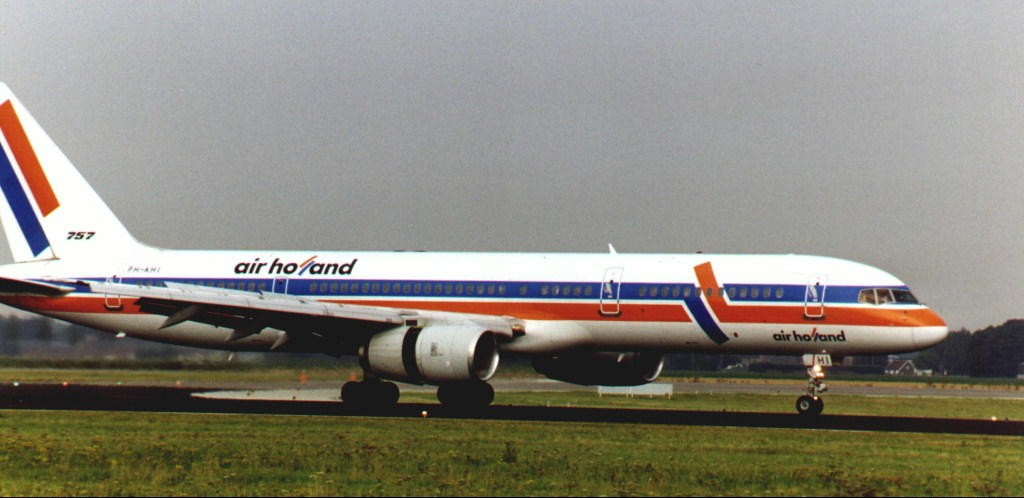
Boeing 757-27B авиакомпании Air Holland (регистрационный PH-AHI) в амстердамском аэропорту Схипхол

- PH-AHE — «Soldaat van Oranje»
- PH-AHI — «Majoor Alida Bosshardt»
- PH-AHF — «Koningin Wilhelmina»
- PH-AHT и PH-AHS — «Grace»